# 圣米歇尔德卡斯泰尔诺
圣米歇尔-德卡斯泰尔诺（法語：Saint-Michel-de-Castelnau，法語發音：[sɛ̃ miʃɛl də kastɛlno]）是法国吉伦特省的一个市镇，属于朗贡区。

## 地理
圣米歇尔-德卡斯泰尔诺（44°16'53"N, 0°6'40"W）面积42.61 平方千米，位于法国新阿基坦大区吉倫特省，该省份为法国西南部沿海省份，是法國本土面积最大的省，北起滨海夏朗德省，西临大西洋，南至朗德省，东南接洛特-加龍省，东临多爾多涅省。
与圣米歇尔-德卡斯泰尔诺接壤的市镇（或旧市镇、城区）包括：古阿拉德、拉尔蒂格、吉斯科、潘代尔、圣马丹屈尔通。
圣米歇尔-德卡斯泰尔诺的时区为UTC+01:00、UTC+02:00（夏令时）。

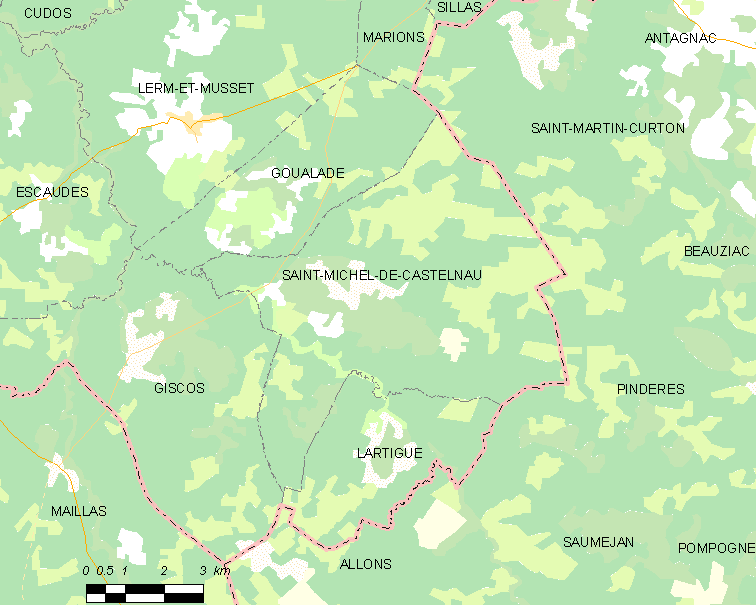
圣米歇尔-德卡斯泰尔诺的OSM定位图

## 行政
圣米歇尔-德卡斯泰尔诺的邮政编码为33840，INSEE市镇编码为33450。

## 政治
圣米歇尔-德卡斯泰尔诺所属的省级选区为南吉伦特县。

## 人口
圣米歇尔-德卡斯泰尔诺于2022年1月1日时的人口数量为249人。

1962-2008年间圣米歇尔-德卡斯泰尔诺人口变化图示